# Торин Храстоштит
Торин Храстоштит је измишљени лик из романа о Средњој земљи Џ. Р. Р. Толкина. Као један од главних ликова појављује се у роману „Хобит“, а спомиње се и у „Незавршеним причама“. 
Торин је патуљак из Еребора. Он је син Траина Другог и унук Трора. Он је један од главних ликова књиге „Хобит“.

## Биографија лика
Торин се родио 2746. г. Трећег доба. Имао је свега 24 године кад је змај Шмауг напао Еребор, и заједно са осталим патуљцима био је приморан да лута. Тога тренутка када је змај напао, вилењаци су одбили да пруже помоћ патуљцима, што је Торина тада јако наљутило. 
2790. г. током покушаја патуљака да заузму Морију, његовог деду Трора убија Азог Оскрвнитељ, и његово тело орци бацају разбацано у комадима преко источне капије. То је започело рат између патуљака и орака. 2799. г. патуљци поново покушавају да зауму Морију.У току битке Азог је Торину сломио штит, те се Торин морао бранити само храстовим деблом, по чему је и добио име Храстоштит. Иако се бранио само с њим, успео је да порази и убије Азога осветивши тиме свога деду. Патуљци су добили ову битку али нису пуно славили јер су тога дана имали превише губитака. Такође су се бојали да уђу дубље у Морију јер су веровали да се ту налази Балрог. 
2941. г. једна скупина патуљака на челу са Торином одлучила је да поврати Еребор од змаја Шмауга. За помоћ су замолили чаробњака Гандалфа који је на то пристао. Тада Торин упознаје Билба Багинса којег је Гандалф повео заједно са њима. Уз доста недаћа на путу, патуљци су ипак успели да поврате Еребор (великим делом уз Билбову помоћ). 
Непосредно пре Битке пет армија Билбо Багинс је украо Светокамен како би га искористио као залог преговора. Иако није мислио ништа злонамерно, то је наљутило Торина који га је отерао са планине. Патуљци, Људи и Вилењаци борили су се против Орака и Варги. Они су се брзо повукли на обронке планине. Орчку војску предводио је осветнички настројен Болг, којем је Торин убио оца. На почетку су стране добра побеђивале, али је Орака било превише, па је Торин пробао очајнички јуриш са делом снага, али није успео. Када се чинило да је све изгубљено, стигли су Орлови и човек-медвед Беор, који је убио Болга. Снаге добра су победиле, али је Торин тада умро, након што се неколико тренутака пре смрти помирио с Билбом.

## Филм
Торина је у трилогији Хобит глумио Ричард Армитиџ.